# Közönséges kukvala
A közönséges kukvala (Sauromalus ater) a hüllők (Reptilia) osztályába és a leguánfélék (Iguanidae) családjába tartozó faj.

## Elterjedése
Az Amerikai Egyesült Államok délnyugati részén és Mexikóban honos.

## Megjelenése

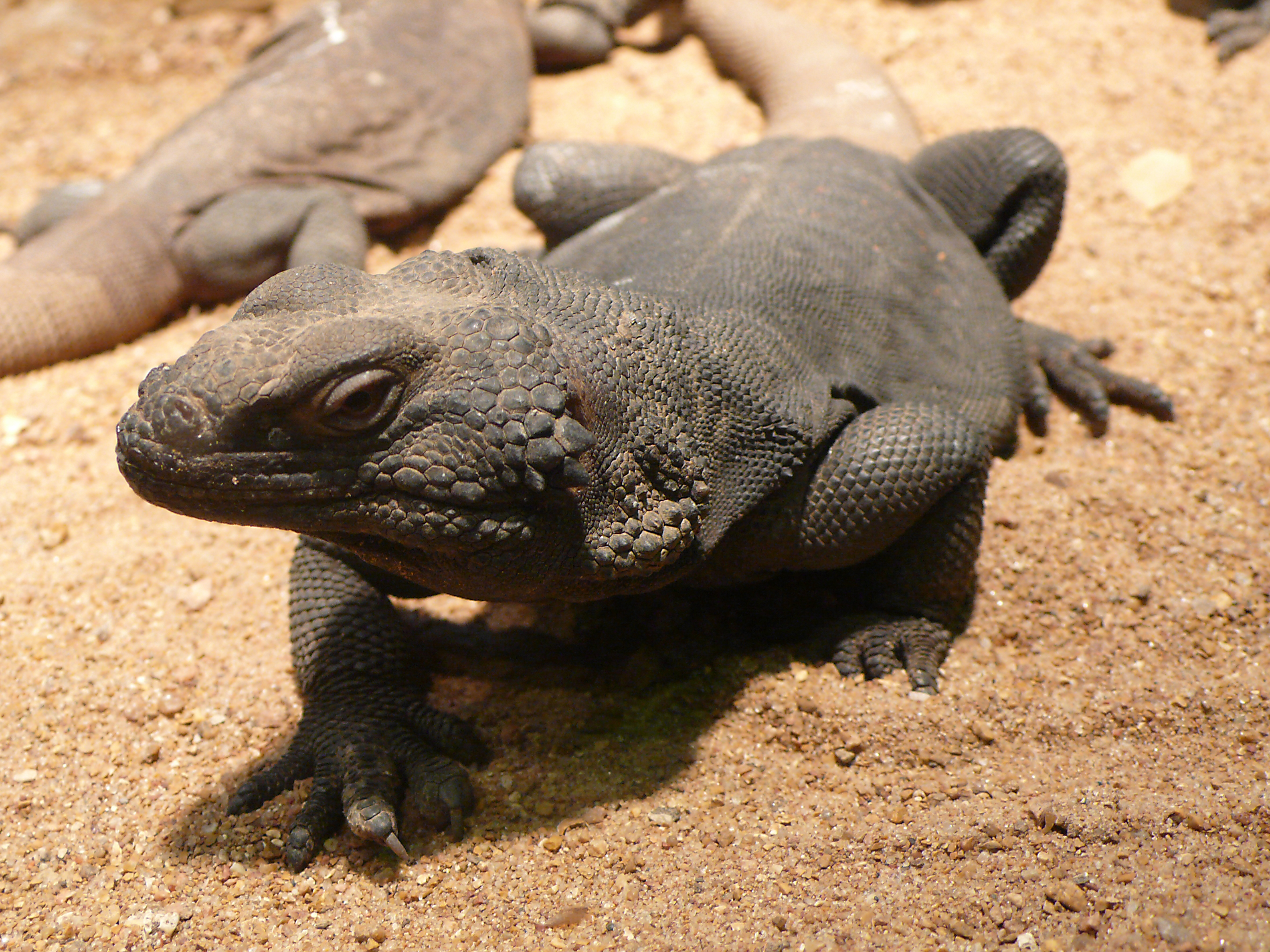
A nőstény

A hímet és a nőstényt színük alapján lehet megkülönböztetni a hím farka piros, a nőstény színe barnás. Testhossza 40 cm, testtömege 1 kg.

## Életmódja
A közönséges kukvala többnyire növényevő, de rovarokat is fogyaszt. Februárban hibernálja magát.

## Szaporodása
A párzási időszak áprilistól júliusig tart. A nőstény 5-16 tojást rak egyszerre.

## Fordítás
- Ez a szócikk részben vagy egészben  a   Sauromalus ater című angol Wikipédia-szócikk ezen változatának fordításán alapul.  Az eredeti cikk szerkesztőit annak laptörténete sorolja fel. Ez a jelzés csupán a megfogalmazás eredetét és a szerzői jogokat jelzi, nem szolgál a cikkben szereplő információk forrásmegjelöléseként.